# Mark Danilovič Osep'jan
Mark Danilovič Osep'jan (Magadan, 5 giugno 1937) è un regista sovietico.

## Filmografia parziale

### Regista
- Tri dnja Viktora Černyšёva (1968)
- Ivanov krater (1972)